# Gesloten bloedsomloop

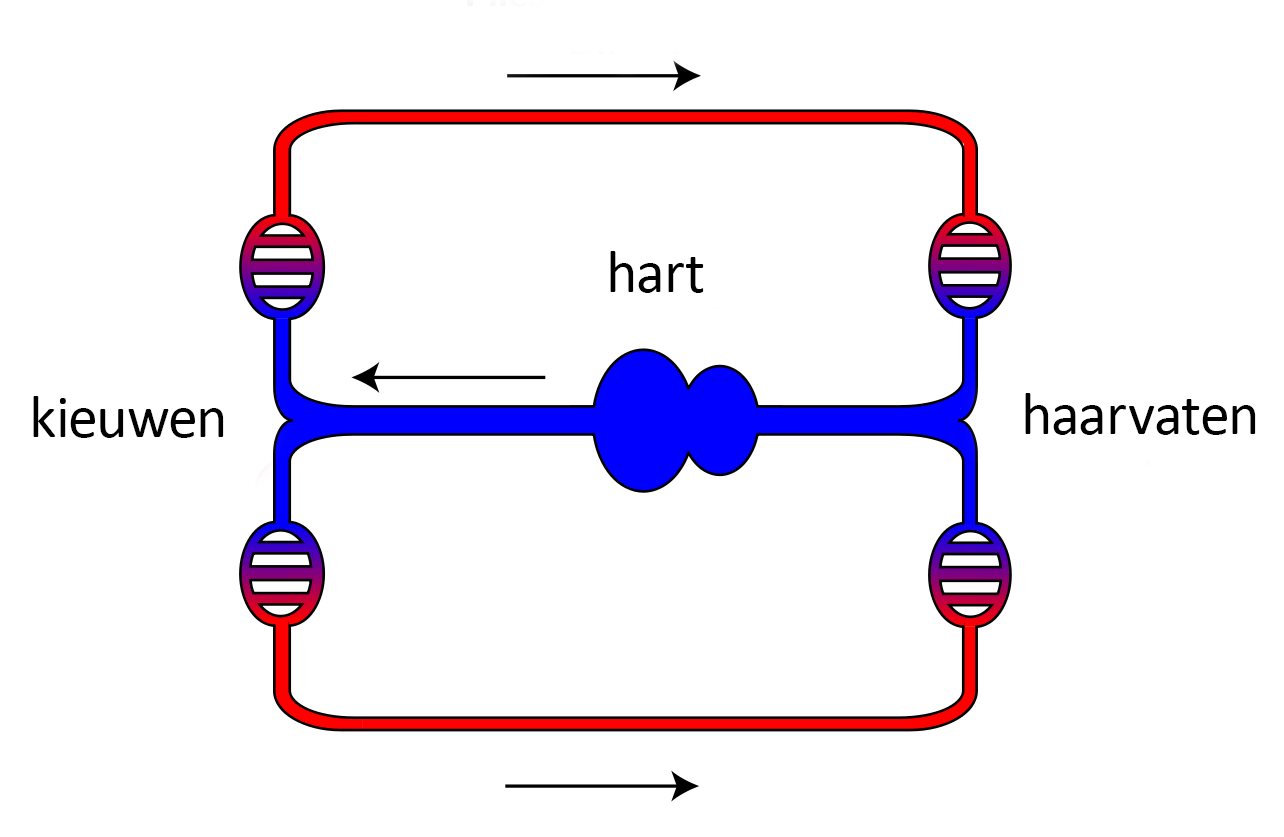
Enkele gesloten bloedsomloop bij vissen

Een gesloten bloedsomloop is de bloedsomloop waarbij in een organisme bloed door een gesloten stelsel van slagaderen en aderen van en naar organen wordt getransporteerd.
Zoogdieren en vogels bezitten een dubbele bloedsomloop waarbij er het hart zuurstofrijk en zuurstofarm bloed gescheiden rondpompt. Reptielen hebben een overgangsstadium.
Vissen bezitten een enkele bloedsomloop waarbij het zuurstofarme bloed door het hart naar de kieuwen stroomt en van daaruit naar de organen, waarbij de doorstroom wordt gesteund door de beweging van de vis.
Een gesloten bloedsomloop staat in tegenstelling tot de open bloedsomloop zoals bij weekdieren.